# Nora Philippe
Nora Philippe, née le 26 août 1982 à Paris, est autrice, réalisatrice et productrice de cinéma, commissaire d'exposition, et directrice d'organisme de formation.

## Biographie
Nora Philippe étudie les lettres modernes et la théorie de l’art à l’École Normale Supérieure de Fontenay-Saint Cloud. Elle est diplômée en Histoire de l'art de l'Université Paris-1 (Master 2 recherche) et en Cinéma de l'Université Paris-Diderot (Master 2 Pro DEMC). Elle étudie également l'anthropologie visuelle à l’EHESS et la muséologie à l'Ecole du Louvre.
En 2011, elle réalise le film documentaire Les Ensortilèges de James Ensor, (Arte, RTBF, VRT, Étoile de la Scam 2012).
En 2013, elle réalise le long-métrage documentaire Pôle emploi, ne quittez pas ! qui sort en salle (Docks66) le 19 novembre 2014. De forme wisemanienne, il s'agit d'un documentaire en immersion filmé pendant une année dans une agence de Pôle emploi à Livry-Gargan. Le film reçoit un fort intérêt médiatique en France, et est récompensé d'une Etoile de la Scam.
En 2018, elle est commissaire de l'exposition Black Dolls, à la Maison rouge, après avoir réalisé l'essai documentaire Like Dolls, I'll Rise. Multiprimé en festivals, projeté dans une vingtaine de pays, le film tourné en langue anglaise retrace l'histoire des poupées noires, fabriquées à l'aide de chiffons entre 1840 et 1940 par des femmes d’origine africaine. Ces poupées étaient destinées à leurs propres enfants et aux enfants blancs dont elles avaient la charge. L'exposition à La maison rouge a été accompagnée d'un colloque au Musée du Quai Branly, d'un cycle de films au Centre Pompidou, et de la publication du catalogue Black Dolls comportant des textes inédits, notamment de Deborah Willis et de Patricia Williams. Elle a également co-dirigé avec Cloé Korman, l'ouvrage collectif Dans la peau d'une poupée noire, issu d'ateliers de création littéraire avec des élèves de Quatrième du Collège J.-P. Timbaud à Bobigny (2018). Les textes des jeunes auteurs, et les portraits réalisés par Géraldine Aresteanu, ont été exposés en 2018 à la Bibliothèque Elsa Triolet de Bobigny, en lien avec l'exposition "I am a Man", sur les luttes pour les droits civiques aux États-Unis.
Elle produit également des longs métrages documentaires pour le cinéma au sein de la société Les films de l'air, qu'elle a fondée en 2011, en particulier des films d'Emmanuel Gras, Aline Dalbis, Joao Pedro Placido, Louise Narboni, Julie Desprairies. En 2012, elle produit le documentaire Nous filmons le peuple ! d'Ania Szczepanska, avec, notamment, Andrzej Wajda, Marcel Łoziński, Krzysztof Zanussi, Krystyna Janda. Le film est présenté à Poznań, Varsovie, Rouen, Lima, Blois au Rendez-vous de l'histoire, Pessac, et à Paris dans le cadre du festival Kinopolska. En 2015, elle produit le second long métrage d'Emmanuel Gras en co-réalisation avec Aline Dalbis, 300 Hommes (2015), sélectionné au Cinéma du réel, et coproduit Volta à terra (2016), sélectionné à l'ACID au Festival de Cannes 2015.
Elle enseigne la réalisation et la production à Sciences-Po Paris, à l'École nationale supérieure des arts décoratifs (EnsAD), à l'École nationale supérieure d'arts de Paris-Cergy, et à Sciences-Po Lille. Elle programme des cycles de films pour plusieurs universités américaines, en particulier l'Université Columbia (New York) et Columbia Global Center (Paris), et travaille notamment sur les représentations au cinéma de la migration et des identités africaines-américaines ou minorités de genre. Elle a notamment conçu les cycles Filming at the Border, Migrating to Europe (2016), Cinema of Resistance (2017), Blackness in French and Francophone Film, qui présente notamment la première new-yorkaise du film Ouvrir la voix d'Amandine Gay, Voix Atlantiques (avec Maboula Soumahoro, 2018 et 2019), et Mauvais Genres en 2021, comprenant une rétrospective des films de Sébastien Lifshitz.
Dans la continuité de son engagement auprès des personnes exilées et de ses travaux sur l'histoire coloniale et post-coloniale, elle a été la commissaire de l'exposition "Répare, Reprise (Tafkik)" produite par Portes ouvertes sur l'art à la Cité internationale des arts, et animé un cycle de rencontres avec les artistes Katia Kameli, Farah Khelil, Bady Dalloul, Majd Abdel Hamid, Sarah Ouhaddou, Maya Yammine.
Entre 2019 et 2021, elle a réalisé le film documentaire Restituer?, produit par Cinétévé et ARTE, soutenu par la Fondation pour la mémoire de l'esclavage et l'Institute for Ideas and Imagination, tourné au Sénégal, en Côte d'Ivoire, au Bénin, en Suisse, en Allemagne et en France, consacré à la question des restitutions des patrimoines africains par les États et les musées occidentaux, dans le sillage du rapport Savoy-Sarr. Le film (83') est composé d'archives, de séquences réelles, et d'entretiens avec Bénédicte Savoy, Felwine Sarr, Hamady Bocoum, Olabiyi Yaï, Yala Nadia Kisukidi, Kader Attia, Emmanuel Kasarhérou, Silvie Memel Kassi, Nanette Snoep, Vincent Négri, Aïssata Tall, Larissa Förster.
Depuis mars 2022, elle dirige EURODOC, organisme de formation et réseau de producteurices de documentaire soutenu par MEDIA Creative Europe et le CNC. Elle siège régulièrement en tant qu'experte dans des commissions (Brouillon d'un rêve de la SCAM, Chicken and Egg Films, Caméra en Exil, Parcours d'Auteur et Cinéma du monde (CNC), Eurimages...) et au sein de jurys de festivals (IDFA, CPH:DOX, Ji.hlava, Saint-Louis Docs, RIDM, Thessaloniki Film Festival...).
Entre 2015 et 2024, elle réalise un documentaire au long cours intitulé Girls For Tomorrow, consacré à quatre jeunes femmes étudiantes de Barnard College (New York), féministes engagées, filmées depuis la fin du mandat d'Obama à la réélection de Trump dans l'entrelacs de leurs vies intimes et politiques. Le film est produit par Grande Ourse films et ARTE en France, par Kwassa Films et la RTBF en Belgique, et distribué par MEDIAWAN Rights. Le film sort sur ARTE et la RTBF en mars 2025,.

## Filmographie

### Réalisations
- 2008 - Richard Neutra - Hors-champ aux citronniers - Art Basel Design 2008.
- 2009 - Visite à la peinture antique - Dans l’atelier de Pierre Antoniucci. Edition DVD Ens Editions.
- 2010 - Les Ensortilèges de James Ensor - Étoile de la SCAM 2011, FIPA 2012, États généraux du documentaire Lussas 2013.
- 2011 - Samtavro - Festival International Jean Rouch 2011.
- 2013 - Pôle emploi, ne quittez pas !, sortie en salles le 18 novembre 2014[23],[24],[25],[26]. Festival Premiers Plans Angers 2014. Edition DVD.
- 2018 - Like Dolls, I'll Rise : Programmers' Award au Virginia Film Festival (2018), Audience Award au London Feminist Award (2018), Prix du Jury Jeune au Festival du film d'éducation d'Évreux, Prix à la qualité du CNC (2019), sélection Images en Bibliothèque/Mediapart[27].
- 2021 - Restituer ? Cinétévé / ARTE[28],[29]
- 2025 - Girls for Tomorrow (France, Belgique, Bulgarie, Pays-Bas) ARTE et RTBF - Festival international de Thessaloniki 2025

### Productions
- 2012 - Nous filmons le peuple!, un documentaire d'Ania Szczepanska
- 2012 - Après un rêve, un court-métrage conçu par Julie Desprairies et réalisé par Louise Narboni
- 2013 - Hashima mon amour, un moyen-métrage d'Aurélien Vernhes-Lermusiaux, sélection Compétition nationale Festival de court-métrage de Clermont-Ferrand 2014
- 2013 - Les réfugiés de la nuit polaire, un documentaire de Jonathan Châtel et Charles Emptaz, sélection Festival du film des droits de l'homme, 2013-2014, Festival du film d'environnement, Paris 2013...
- 2014 - Volta à terra (coproduction), long-métrage documentaire de Joao Pedro Placido, co-écrit avec Laurence Ferreira Barbosa, ACID Cannes 2015[30], Visions du réel, Nyon 2015, DocLisboa 2014 (Compétition portugaise: Prix Liscont), Porto Post Doc 2014 (Prix IADE pour le meilleur film portugais)[31],[32],[33]
- 2014 - 300 Hommes, long-métrage documentaire d'Emmanuel Gras et Aline Dalbis, sorti en salles le 25 mars 2014 (distribution Sophie Dulac), sélection Cinéma du réel, Festival international du film de La Rochelle, Festival du film d'éducation[34],[35],[36],[37],[38]
- 2015 - CLIMAT Le théâtre des négociations, documentaire de David Bornstein sur "Make it work", simulation de la COP21 par 200 étudiants du monde entier, produite par Sciences Po et le théâtre Nanterre-Amandiers en mai 2015, et conçue par Bruno Latour, Laurence Tubiana, dans une scénographie de Philippe Quesne et Frédérique Aït-Touati[39],[40],[41].

## Publications (ouvrages et articles)
- 2005 - Laurent Millet, la machine et le nuage, Hôtel des arts, Toulon
- 2012 - Inventer la peinture grecque antique, co-direction Charlotte Ribeyrol et Sandrine Alexandre, ENS Éditions
- 2015 - Cher Pôle emploi, Éditions Textuel[42],[43],[44],[45], postface de Philippe Artières
- 2018 - Black Dolls, catalogue d'exposition La maison rouge / Editions Fage, Paris/Lyon  (ISBN 978 2 84975 497 9)
- 2018 - Nora Philippe (dir.) et Cloé Korman (dir.), Dans la peau d’une poupée noire : Biographies imaginaires des poupées de la collection Deborah Neff, Médiapop Éditions, novembre 2018, 112 p. (ISBN 978-2-918932-78-9)[46]
- 2023 - Philippe, Nora., et al. « Conversation avec Nora Philippe autour du film documentaire Restituer ? L’Afrique en quête de ses chefs-d’œuvre ». Cahiers d'études africaines, 2023/3 n° 251-252, 2023. p.511-526[47].